# Gouvernement Helwan
Helwan (arabisch محافظة حلوان Muhāfazat Hilwān, DMG Muḥāfaẓat Ḥilwān) war ein Gouvernement in Ägypten und lag im Süden Kairos. Das Gouvernement bestand seit dem 18. April 2008 auf Grundlage des Präsidentenerlasses 114/2008.
Das Gouvernement Helwan umfasste die Städte Maadi, Helwan, die Stadt des 15. Mai, New Cairo, Haikstep, Badr und asch-Schuruq.
Im Rahmen der Ernennung von zahlreichen neuen Gouverneuren wurde das Gouvernement am 14. April 2011 durch den ägyptischen Premierminister Essam Scharaf wieder aufgehoben und das Gebiet dem Gouvernement al-Qahira zugeschlagen.